# Gola-Wald-Nationalpark
Der Gola-Wald-Nationalpark (englisch Gola Forest National Park), ehemals Lofa-Mano, ist ein Nationalpark in Liberia. Er liegt im Westen des Landes und grenzt an den Gola-Regenwald-Nationalpark im benachbarten Sierra Leone. 
Das Naturschutzgebiet wurde unter seinem heutigen Namen 2016 proklamiert und bedeckt eine Fläche von 979,75 Quadratkilometern. Es gilt als eines der wichtigsten Waldschutzgebiete Westafrikas und einer der letzten unberührten Primärwälder Afrikas. Der Nationalpark gehört als Teil des Guinea-Wald Westafrikas zu den Biodiversitäts-Hotspots der Erde.
Die Einrichtung des grenzüberschreitenden Parks mit Sierra Leone ist geplant. Dieser befindet sich (Stand Mai 2017) in der Projektphase unter dem Across the River – a Transboundary Peace Park for Sierra Leone and Liberia Project.

## Fauna und Flora
In den Flüssen leben Nilhechte, wie Brienomyrus brachyistius und Brienomyrus longianalis. In dem typischen tropischen Regenwald soll es neben Affen (einschließlich Schimpansen) Zwergflusspferde, Buschböcke, Bongos und die von der Ausrottung bedrohten Zebraducker geben. Über die dortige Waldelefantenpopulation ist wenig bekannt; 1980 sollen es nur etwa 150 Tiere gewesen sein. Sie können nur überleben, wenn ihnen trotz der Ausbeutung des Regenwaldes für tropische Hölzer ausreichend Lebensraum bleibt.